# Белінда Філліпс
Белінда Філліпс (англ. Belinda Phillips; 4 вересня 1958) — ямайська плавчиня.
Учасниця літніх Олімпійських ігор 1972 року в Мюнхені (ФРН), де виступала у запливах на 200, 400 та 800 метрів вільним стилем.
У 1974 році визнана спортсменкою року на Ямайці.

## Виступи на Олімпіадах
| Олімпіада   | Дисципліна           | Місце       |
| ----------- | -------------------- | ----------- |
| Мюнхен 1972 | 200 м вільним стилем | І раунд (7) |
| Мюнхен 1972 | 400 м вільним стилем | І раунд (6) |
| Мюнхен 1972 | 800 м вільним стилем | І раунд (6) |